# نادي النجوم (السعودية)
نادي النجوم السعودي هو أحد أندية الدرجة الأولى بالمنطقة الشرقية ، تأسس عام 1396ه، بمدينة الأحساء في قرية الشقيق.
صعد إلى مصاف أندية الدرجة الأولى مطلع موسم 2015-2016

## المشاركات
دوري الدرجة الأولى السعودي
- دوري الدرجة الأولى السعودي 2015–16
- دوري الدرجة الأولى السعودي 2016–17
- دوري الدرجة الأولى السعودي 2017–18
- دوري الدرجة الأولى السعودي 2018–19
- دوري الدرجة الأولى السعودي 2019–20

أفضل مركز التاسع موسم (2018–19)
دوري الدرجة الثانية السعودي
- دوري الدرجة الثانية السعودي 2013–14
- دوري الدرجة الثانية السعودي 2014–15

دوري الدرجة الثالثة السعودي
- دوري الدرجة الثالثة السعودي 2011–12
- دوري الدرجة الثالثة السعودي 2012–13

كأس خادم الحرمين الشريفين
- كأس خادم الحرمين الشريفين 1980
- كأس خادم الحرمين الشريفين 2015–16
- كأس خادم الحرمين الشريفين 2016–17
- كأس خادم الحرمين الشريفين 2017–18
- كأس خادم الحرمين الشريفين 2018–19
- كأس خادم الحرمين الشريفين 2019–20

أفضل مركز وصيف الكأس (1980) حيث خسر أمام نادي الوحدة 4-0
كأس ولي العهد السعودي
- كأس ولي العهد السعودي 2015–16
- كأس ولي العهد السعودي 2016–17[1]

## الألقاب
- دوري الدرجة الثالثة السعودي 2012–13

## تشكيلة الفريق الحالية
ملاحظة: تشير الأعلام إلى المنتخب الوطني على النحو المحدد في قواعد الأهلية للفيفا. قد يحمل اللاعبون أكثر من جنسية واحدة غير تابعة للفيفا.
| الرقم | البلد           | المركز | اللاعب            |
| ----- | --------------- | ------ | ----------------- |
| 1     | السعودية        | حارس   | محمد عسيري        |
| 2     | السعودية        | مدافع  | أحمد شكر          |
| 3     | جمهورية الكونغو | مدافع  | فاريل روزان       |
| 5     | السعودية        | وسط    | عبد العزيز البراك |
| 6     | رواندا          | وسط    | ستيف روبانجوكا    |
| 7     | السعودية        | مهاجم  | سعد الحربي        |
| 8     | السعودية        | وسط    | عبد الإله العمري  |
| 9     | السعودية        | مهاجم  | جاسم الحمدان      |
| 10    | السعودية        | وسط    | بندر العنزي       |
| 11    | السعودية        | مهاجم  | خالد الدوسري      |
| 13    | السعودية        | مدافع  | محمد البلادي      |
| 14    | السعودية        | وسط    | فواز المطيري      |
| 16    | السعودية        | مدافع  | إبراهيم البوسعيد  |
| 20    | السعودية        | مدافع  | سالم الحسن        |

| الرقم | البلد    | المركز | اللاعب             |
| ----- | -------- | ------ | ------------------ |
| 23    | السعودية | مدافع  | وليد هوساوي        |
| 33    | السعودية | حارس   | عبد الرحمن الغامدي |
| 35    | السعودية | حارس   | إبراهيم الحافظ     |
| 66    | السعودية | مدافع  | عبد الله آل شفلوت  |
| 77    | الجزائر  | وسط    | فضيل إدريس         |
| 80    | السعودية | وسط    | مهدي الفضل         |
| 88    | السعودية | وسط    | راكان القحطاني     |
| 90    | السعودية | مهاجم  | خالد آل جبيع       |
| 92    | السعودية | مدافع  | ياسر آل موسى       |
| 99    | غامبيا   | مهاجم  | عبدولي كاساما      |
| --    | السعودية | وسط    | ريان مجربي         |
| --    | السعودية | وسط    | محمد المسلمي       |
| --    | السعودية | وسط    | عبد الله فرحان     |
| --    | السعودية | مهاجم  | حمزة المحسن        |

## المدربين
| المدرب                 | الفترة        | الفترة        |
| المدرب                 | من            | إلي           |
| ---------------------- | ------------- | ------------- |
| إسلام جميل ذيابات      | 2 أكتوبر 2017 | 24 يونيو 2018 |
| ديجان أرسوف            | 25 يونيو 2018 | 15 يوليو 2019 |
| كلاوديو روبرتو سيلفيرا | 17 يوليو 2019 | 19 يناير 2020 |
| سمير الجويلي           | 22 يناير 2020 | الأن          |

## الجهاز الفني
| المدير الفني | سمير الجويلي   |
| مدرب الحراس  | عصام الطرابلسي |